# Mošćenice
Mošćenice (olaszul: Moschiena) falu Horvátországban, Tengermellék-Hegyvidék megyében. Közigazgatásilag Mošćenička Dragához tartozik.

## Fekvése
Fiume központjától 20 km-re délnyugatra, községközpontjától másfél km-re délre a Tengermelléken, az Isztriai-félsziget keleti részén, az Učka-hegység keleti lejtőin, a tengerparttól 400 méterre fekszik. Nagyszerű kilátás nyílik innen a Kvarner-öbölre, a Cres és Krk-szigetre. A település magja csak egy oldalról közelíthető meg. Itt áll a városkapu és a hegyoldalt kerítő városfal maradványai. A települést lépcsősor köti össze a mošćenička dragai Sv. Ivan tágas strandjával.

## Története
A település területe római uralom előtt területe az illírek egyik törzsének libur népnek hazája volt, majd a rómaiak után a keleti gótok és a bizánciak uralma következett. A szlávok a 7. században érkeztek ide. Száz évvel később a frankok foglalták el az Isztriát, de Liburnia legnagyobb része a fiatal horvát állam fennhatósága alatt maradt. A 11. században IV. Krešimir horvát király idejében a terület I. Ulrik weimar-orlamündei őrgróf foglalta el és ettől fogva a német-római császár uralma alá tartozott. 1116-ban az isztriai területek egészen Fiuméig az aquileai pátriárka és vazallusai a duinói grófok igazgatása alá kerültek.
Mošćenice első írásos említése 1374-ben a kastavi uradalomhoz tartozó önálló közösségként Duinói Hugó gróf német nyelvű végrendeletében történt. 1395-ből fennmaradt egy glagolita írású oklevél is, mely a Mošćenice és Košljak közötti határt írja le. A városka urai ebben az időben a pólai püspök, a dunói gróf és a Walsee gróf voltak. A 15. század második felében a Walsee grófok liburniai birtokaikkal együtt átengedték III. Frigyes német-római császárnak. Az egyik városkaput ma is a Habsburgok 1634-ben faragott címere díszíti. A magaslat tetején a kanyargós szűk utcák a főtérre a háromhajós barokk Szent András templomhoz futnak össze, mely mai formáját a 18. században nyerte. Főoltárán öt kőből faragott szobor áll, Jacopo Contieri padovai szobrászművész alkotásai a 18. század elejéről. Az 1637 és 1733 közötti időszakban a városka birtokosai a fiumei jezsuiták voltak. Mošćenice 1637-ben városi rangot kapott. A 14. és 17. század között kelt közokiratai, urbáriumai, jegyzői iratai, rendeletei glagolita írással készültek és horvát nyelvűek. A glagolita írás egészen a 17. századig virágzott az Isztria és a Kvarner területén. A 19. század elején a francia megszállás alatt Illír tartományok része volt, majd 1813-tól ismét Habsburg uralom alá került. Mošćenice 1896-ban önálló községközpont lett. Később azonban a lakosság a jobb megélhetés miatt a tengerpartra kezdett elvándorolni, ahol új településközpont alakult ki. A korábban Abbáziához tartozó új központ Mošćenička Draga lett a 20. század végére az új községközpont. Mošćenice településnek 1857-ben 279, 1910-ben 452 lakosa volt. Az első világháború után az Olasz Királyság szerezte meg ezt a területet, majd 1943-ban, az olaszok háborúból való kilépése után német megszállás alá került. 1945 után a területet a szocialista Jugoszláviához csatolták, majd ennek széthullása után a független Horvátország része lett. 2011-ben a falunak 297 lakosa volt. Lakói főként a turizmusból élnek.

## Lakosság

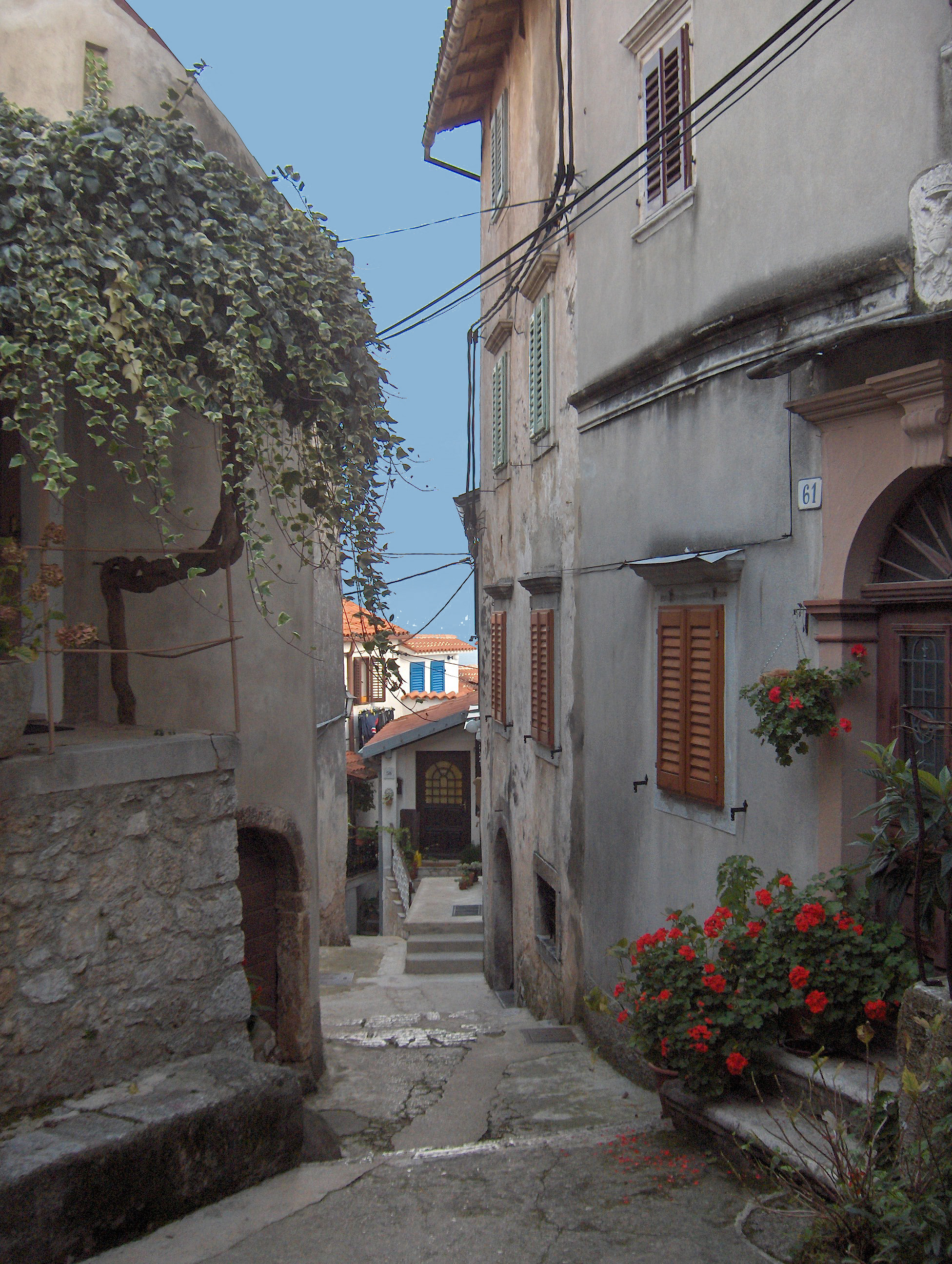
Mošćenicei utcarészlet

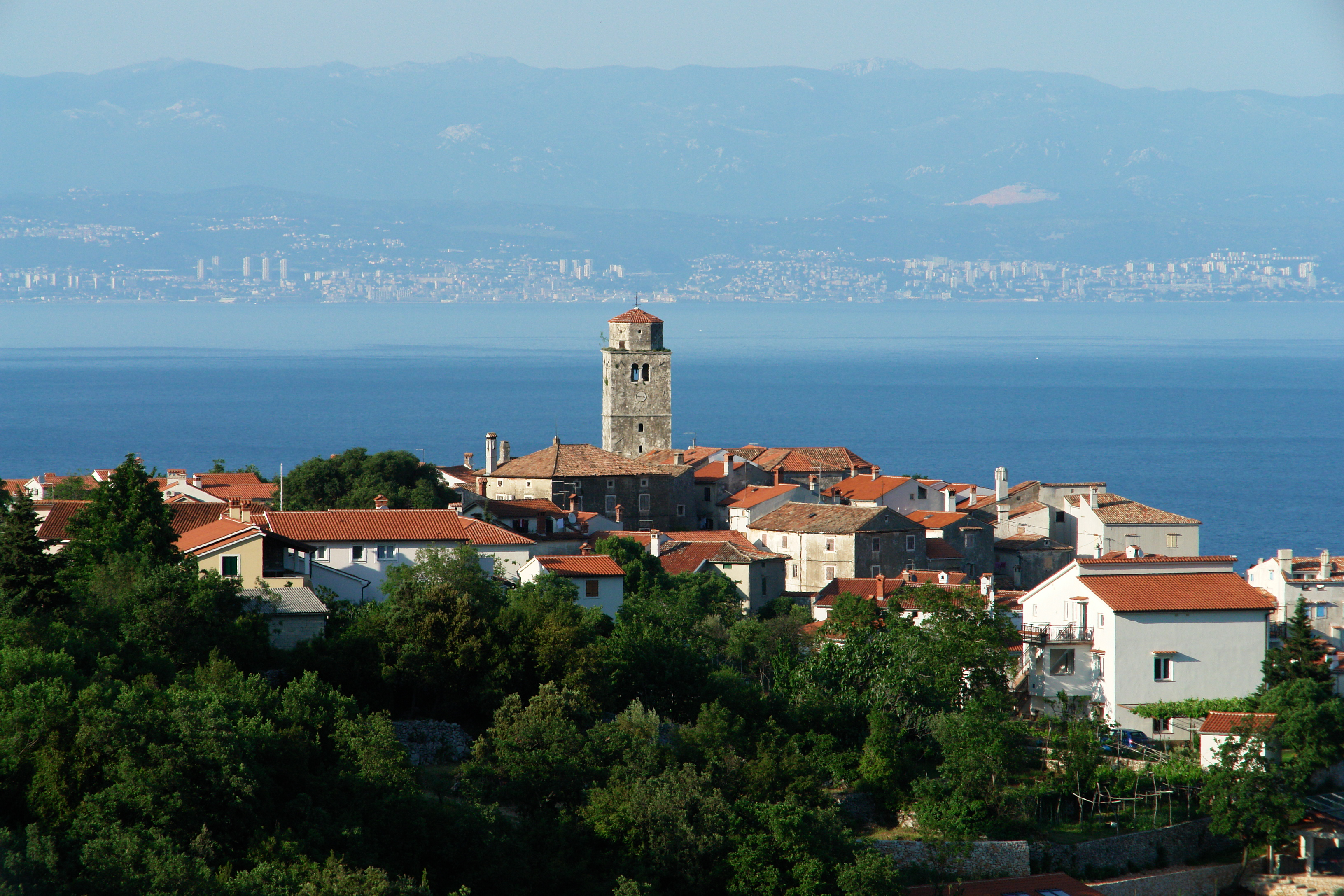
Előtérben Mošćenice Szent András temploma, a távolban Fiume

| Lakosság változása | Lakosság változása | Lakosság változása | Lakosság változása | Lakosság változása | Lakosság változása | Lakosság változása | Lakosság változása | Lakosság változása | Lakosság változása | Lakosság változása | Lakosság változása | Lakosság változása | Lakosság változása | Lakosság változása | Lakosság változása |
| ------------------ | ------------------ | ------------------ | ------------------ | ------------------ | ------------------ | ------------------ | ------------------ | ------------------ | ------------------ | ------------------ | ------------------ | ------------------ | ------------------ | ------------------ | ------------------ |
| 1857               | 1869               | 1880               | 1890               | 1900               | 1910               | 1921               | 1931               | 1948               | 1953               | 1961               | 1971               | 1981               | 1991               | 2001               | 2011               |
| 279                | 224                | 403                | 386                | 399                | 452                | 236                | 203                | 310                | 313                | 330                | 304                | 303                | 325                | 310                | 297                |

## Nevezetességei
- Jelentősebb épülete a Szent András (Sv. Andrije) templom. A templom legrégibb része a középkori eredetű harangtorony. A templomot a 17. században 1640 körül bővítették és barokk stílusban építették át. A 17. és 18. század fordulóján 1699 és 1704 között meghosszabbították, majd a 18. század végén 1785 és 1794 között mellékhajóval bővítették. A templom belsejét Jacopo Contieri szobrász művei díszítik. Az előkelőségek padjai is gazdagon díszítettek, M. Zirrer fiumei műhelyében készültek a 18. században. A templom kőtárában 17. századi népi kőfaragványok maradtak fenn. A templom körül egykor temető volt, később ezt megszüntették, majd az új temetőt 1744-ben a Szent Bertalan kápolna körül alakították ki. A templom magasba nyúló harangtornya ma is uralja a város látképét. A körülötte épített sétányról remek kilátás nyílik a Kvarner-öbölre.
- A városkapu közelében nyílt meg a néprajzi múzeum, mely a mindennapi élet tárgyait, népviseletét, szokásait mutatja be.
- A múzeum közelében található a középkori város egyik szimbóluma a Mošćenički toš a háromszáz éves olajprés.[4]
- Nevezetes épületei Negovetić, Rubinić és Dešković házak, a kastély, a városkapu. A történelmi városközpontot 1968-ban a horvát kulturális örökség részévé nyilvánították.
- A városfalon kívül található az 1506-ban épített Szent Sebestyén templom.
- Szintén a városfalon kívül áll az 1628-ban épített Szent Bertalan temetőkápolna.
- A városfalon kívül 18. századi Kálvária is áll.
- A településről kedvelt túravonalak indulnak az Učka-hegységbe.

## Fordítás
Ez a szócikk részben vagy egészben  a   Mošćenice című horvát Wikipédia-szócikk fordításán alapul.  Az eredeti cikk szerkesztőit annak laptörténete sorolja fel. Ez a jelzés csupán a megfogalmazás eredetét és a szerzői jogokat jelzi, nem szolgál a cikkben szereplő információk forrásmegjelöléseként.